# 熔岩鼠屬
熔岩鼠屬（学名：Malpaisomys）为哺乳綱、囓齒目、鼠科的一屬哺乳动物。而與熔岩鼠屬（熔岩鼠）同科的動物尚有瑪氏鼠屬（小瑪氏鼠）、乳鼠屬（南非乳鼠）、滑尾鼠屬（滑尾鼠）、非洲潭鼠屬（潭鼠）等之數種哺乳動物。

## 下属物种
本属包括以下物种：
- 熔岩鼠 Malpaisomys insularis Hutterer, Lopez-Martinez & Michaux, 1988